# Nazionale femminile di pallanuoto del Kazakistan
La nazionale di pallanuoto femminile del Kazakistan è la rappresentativa kazaka femminile nelle competizioni internazionali di pallanuoto. La sua federazione di riferimento è la Federacija Vodnjch Vidov Sporta, che gestisce gli sport acquatici nel paese asiatico.
La nazionale kazaka ha preso parte a due Olimpiadi, partecipando al primo torneo femminile della storia nel 2000. Nell'ambito dei campionati mondiali, la formazione ha partecipato a sette edizioni, raggiungendo l'ottavo posto nel 2001.

## Risultati

### Massime competizioni
Olimpiadi
- 2000 6º
- 2004 8º

Mondiali
- 1994 12º
- 1998 12º
- 2001 8º
- 2003 13º
- 2007 13º
- 2009 14º
- 2011 13º
- 2013 11º
- 2015 12º
- 2017 15º
- 2019 10º
- 2022 11º
- 2023 15º
- 2024 12º

Giochi asiatici
- 2010  Argento
- 2014  Bronzo
- 2018  Argento
- 2023  Bronzo

### Altre
Coppa del Mondo
- 1993 8º
- 2002 8º

World League
- 2004 8º
- 2021 8º

## Formazioni

### Olimpiadi
Giochi olimpici - Sydney 2000Buravova-Khapsalis · Olkhina · Borodavko · Pyryseva · Koroleva · Galkina · Leshchuk · Gerzanich · Jakayeva · Aleyeva · Boroda · Ignatyeva · Gubina, CT: Sergey Maslyuk
Giochi olimpici - Atene 2004Rytova · Zubkova · Gubina · Khapsalis · Koroleva · Krassilnikova · Klimenko · Gariyeva · Jakayeva · Gritsenko · Mikhailova · Ignatyeva · Tolkunova, CT: Stanislav Pivovarov

### Altre
- Giochi asiatici - Canton 2010 -  Argento:

Aijan Akilbaeva, Elena Čebotova, Lilija Falaleeva, Ekaterina Garieva, Marina Gricenko, Asem Musarova, Zamira Myrzabekova, Galina Rytova, Natal'ja Šepelina, Aleksandra Turova, Anna Turova, Kamila Zakirova, Anna Zubkova.
- Mondiali - Shanghai 2011 - 13º posto:

Galina Rytova, Ljudmila Čegodaeva, Aijan Akilbaeva, Anna Turova, Kamila Zakirova, Kamila Marina, Natal'ja Aleksandrova, Dar'ja Vasil'eva, Agat Tnaşeva, Marina Gricenko, Elena Čebotova, Asem Musarova, Elena Starodubceva. CT: Ryan Castle.